# Sonja Reinfeldt
Sonja Birgit Marianne Reinfeldt-Jansson, född 22 februari 1917 i Helsingborg, död 2013, var en svensk målare, tecknare och textilkonstnär.
Reinfeldt studerade fram till 1939 vid Högre konstindustriella skolan samt vid Konsthögskolan i Stockholm 1944–1949 och under studieresor till bland annat Tyskland, Italien, Portugal och Frankrike. Hon var anställd som timlärare i fri målning vid Konstfackskolan 1946–1946 och 1949–1950 och förordnades som biträdande lärare 1950. Separat ställde hon ut på Galerie Æsthetica och tillsammans med Asta Witkowsky i Boden och Malmberget. Hon medverkade i samlingsutställningarna Svart och vitt på Konstakademien och i Föreningen Svenska Konstnärinnors jubileumsutställning 1960. Hennes konst består av stilleben, figurer och landskap utförda i olja, akvarell, pastell, gouache eller kol samt textilkompositioner och gobelänger. Reinfeldt är representerad vid Nationalmuseum i Stockholm.
Sonja Reinfeldt var 1949–1972 gift med konstnären Alvar Jansson.